# (7604) Kridsadaporn
(7604) Kridsadaporn (1995 QY2) – planetoida z grupy przecinających orbitę Marsa okrążająca Słońce w ciągu 5,5 lat w średniej odległości 3,11 j.a. Odkryta 31 sierpnia 1995 roku.